# Mastobunus ignotus
Mastobunus ignotus is een hooiwagen uit de familie Sclerosomatidae.